# Latourell
Latourell az Amerikai Egyesült Államok északnyugati részén, Oregon állam Multnomah megyéjében, a Historic Columbia River Highway mentén elhelyezkedő kísértetváros.

## Története
A település és a vízesés névadója az 1850-es években Oregonba érkező Joseph „Frenchy” Latourell halász és kereskedő.
Az első posta 1876-ban nyílt meg, a település a közeli bazaltszikla után a Rooster Rock (Kakas-szikla) nevet kapta; a fallikus formája miatt Pénisz-sziklának hívott formációt megbotránkoztató elnevezése miatt átnevezték. Joseph Latourell 1876 augusztusában lett a posta vezetője, a települést ekkor Latourell Fallsra nevezték át.
A korábban Guy W. Talbot tulajdonában álló vízesés ma a Guy W. Talbot Állami Park része, az azt övező préri Latourell nevét viseli.
A Latourell családnak nyolc gyereke született. A gőzhajóval érkező portlandiek rendszeresen részt vettek náluk zenés mulatságokon.
Virágzása idején a településnek fafeldolgozója, öt szalonja és zenekara is volt. Az 1880-as évek előtt a faanyagot a Columbia folyón közlekedő gőzhajókkal juttatták célba.

## Fordítás
- Ez a szócikk részben vagy egészben  a   Latourell, Oregon című angol Wikipédia-szócikk ezen változatának fordításán alapul.  Az eredeti cikk szerkesztőit annak laptörténete sorolja fel. Ez a jelzés csupán a megfogalmazás eredetét és a szerzői jogokat jelzi, nem szolgál a cikkben szereplő információk forrásmegjelöléseként.